# Ottavio Cagiano de Azevedo
Ottavio Cagiano de Azevedo, italijanski rimskokatoliški duhovnik, škof in kardinal, * 7. november 1845, Frosinone, † 11. julij 1927.

## Življenjepis
Septembra 1868 je prejel duhovniško posvečenje v Rimu.
11. decembra 1905 je bil povzdignjen v kardinala in imenovan za kardinal-diakona Ss. Cosma e Damiano.
12. junija 1913 je bil imenovan za proprefekta Kongregacije za zadeve verujočih in 31. oktobra istega leta za prefekta iste kongregacije.
6. decembra 1915 je bil imenovan za kanclerja Apostolske kanclerije in za kardinal-duhovnika S. Lorenzo in Damaso.